# Межуточное (интерстициальное) воспаление
Межуточное (интерстициальное) воспаление — защитная реакция организма, проявляющаяся в виде образования клеточного инфильтрата в строме — миокарда, печени, почек, лёгких. Инфильтрат может состоять из гистиоцитов, моноцитов, лимфоцитов, плазматических клеток, лаброцитов, единичных нейтрофилов, эозинофилов.
Последующее развитие межуточного воспаления приводит к формированию зрелой волокнистой соединительной ткани — развивается склероз.
В том случае, когда в клеточном инфильтрате много плазматических клеток, они могут превращаться в гомогенные шаровидные образования, которые называют гиалиновыми шарами или фуксинофильными тельцами (тельца Русселя). Внешне органы при межуточном воспалении изменяются мало.